# Larentia hemichlorata
Larentia hemichlorata là một loài bướm đêm trong họ Geometridae.